# Los Lirios, Guerrero
Los Lirios är en ort i Mexiko.   Den ligger i kommunen Copala och delstaten Guerrero, i den södra delen av landet, 300 km söder om huvudstaden Mexico City. Los Lirios ligger 27 meter över havet och antalet invånare är 157.
Terrängen runt Los Lirios är platt. Runt Los Lirios är det ganska tätbefolkat, med 54 invånare per kvadratkilometer. Närmaste större samhälle är Copala, 7,3 km väster om Los Lirios. Omgivningarna runt Los Lirios är en mosaik av jordbruksmark och naturlig växtlighet.